# Тибава
Ти́бава (угор. Havasalja) — село у Свалявській громаді Мукачівського району Закарпатської області України.

## Географія
Географічні дані – на території ради протікає р. Тибава (4 км). Село розташоване на південному – сході від Сваляви. Межує з Стройненською, Неліпинською, Дусинською сільськими та Свалявською міською радами. Розташоване за 11 км від районного центру.   

## Історія
Дослідження археологів кажуть, що тут було поселення ще у 13 столітті до нашої ери, доказом цього є бронзові браслети, знайдені в урочищах Лисянський і Каливний.  
Перша згадка у 1468-Thybafalwa. 
Інші згадки: 1610- Buznicza, 1630-Tiboua, 1645-Busnicza al. Tibova, 1773-Nagy Tibava, Welika Tibawa, 1808-Tibava (Nagy-), Tybawa (Welká-), 1851-Tibava (Kis és Nagy), 1877-Tibava (Nagy-), Velika-Tibava, 1913-Havasalja, 1925 Tibava, 1930- Tybava, 1944-Nagytibava, Велика Тибава, 1983-Тибава.
У 1592 р. Жигмонд Ракоці надав місцеві землі Czibar Mihály та Bobaly János, із умовою, що назва заснованого тут села має бути Vusnica та «бути заселеним селянами з Польщі»
Під час антигабсбурзьких повстань другої половини XVII століття село було зруйноване; відновлене в першій половині XVIII століття. Тибава – одне з найстаріших сіл Свалявського району.
Із спогадів старожилів с. Тибави встановлено, що в першій половині ХІХ ст.в селі було побудовано школу,в якій розпочалося навчання.Це була перша церковно-приходська школа,в якій розпочалося навчання. В якій вчителем був дяк Лесо. Він навчав дітей читати, писати ,рахувати і церковним пісням . В 1900 р. вчителем , церковної школи, яка розмістилась в одній дерев»яній кімнаті , покритій соломою , був дяк Добрий .

Історичне минуле села сягає сивої давнини. Із народних переказів дізнаємося, що Тибава – старовинне село, яке виникло й існувало ще до появи Сваляви. Так, в одному з них пояснюється, від чого сучасна Тибава дістала свою назву:
«В дуже давню пору на одну з грунів сучасної тибавської околиці оселилися два чоловіки і почали обзаводитися господарством. В ті часи на карпатську землю робили грабіжницькі наскоки   угорські кочівники. І от, коли одного разу угри рухалися через Карпатські гори на Дунайську низовину, вони потрапили до двох жителів.   Угри питали чоловіків, як називається місцевість, де вони живуть. Брати відповіли, що не знають. Тоді кочівники поцікавилися, хто перший засів або прийшов сюди. Один брат відповів: «Ти був перший». Але другий заперечив, сказавши: «А ні, ти був». Тоді кочівники назвали околицю, де жили двоє поселенців, Тибавав.
За переказами село Тибава було дуже великим. Ще не так давно воно навіть називалося – Велика Тибава. Зауважимо, що слово «Велика» потрібно було, мабуть, ще й для того, щоб не плутати його з іншим слов’янським селом Тибава, яке розташоване в сучасній Словаччині. 

## Храми
храм св. Юрія. 1803.  
У 1692 р. село згадували як філію Мартинки. У 1699 р. йшлося про малу дерев’яну церкву на пагорбі (можливо, мали на увазі урочище Шулюковиця, де стояла найдавніша церква). Дерев’яну церкву з двома дзвонами, що стояла на грунку Качурка, згадують у 1733 р. за священика Григорія Івашка.
Теперішня мурована церква, збудована за священика Федора Грабара, в XIX ст. була присвячена св. Михайлу. Як розповіла Катерина Кошеля (1928 р. н.) стіни церкви вивели до вікон, а потім будівництво припинилося на 18 років. На початку 1940-х років Василь Кошеля зробив до церкви троє майстерно виконаних дверей, а в середині 1960-х років розширили хори. Останнє малювання інтер’єру було близько 1983 р., а зовнішній ремонт – 1989.
Дерев’яну каркасну дзвіницю, характерну для долини річки Свалявки, збудували приблизно в 1940 р. за куратора Івана Туряниці. Великий дзвін відлито фірмою “Акорд” у 1928 p., а малий – роботи Ф. Еґрі 1921 р.
У 1934 р. Мигаль Мішко встановив біля церкви кам’яний хрест.

- РЕЛІГІЙНА ГРЕКО-КАТОЛИЦЬКА ГРОМАДА " ВЕЛИКОМУЧЕНИКА ПАНТЕЛЕЙМОНА

## Населення
Згідно з переписом УРСР 1989 року чисельність наявного населення села становила 966 осіб, з яких 482 чоловіки та 484 жінки.
За переписом населення України 2001 року в селі мешкали 893 особи.

### Мова
Розподіл населення за рідною мовою за даними перепису 2001 року:
| Мова       | Відсоток |
| ---------- | -------- |
| українська | 98,70 %  |
| російська  | 1,30 %   |

## Відомі люди
З Тибави походять 
- відомий український та російський історик та етнограф Венелін (Гуца) Юрій (1802-1839,Москва),засновник болгаристики,автор робіт по по болгарській історії,літературі,фольклору.Вдячні болгари поставили йому пам,ятник в Софії.
- Андрій Карабелеш(1906-1964,Мукачево),поет,педагог.Викладач Мукачівської гімназії,учасник антифашистського підпілля,в,язень німецьких концтаборів.Поет суперечностей і драматичних конфліктів.
- Цімболинець Марія Іванівна — заслужений вчитель України[4].

## Туристичні місця
- храм св. Юрія. 1803.
- Тут проходить туристичний тематичний веломаршрут "Шляхами Гуци-Венеліна"
- пам’ятник Юрію Гуці-Венеліну, вихідцю села, відомому  історику Болгарії, археологу, лінгвісту та фольклористу.